# 미래 종말론
미래 종말론(未來 終末論, 영어: christian futurism, futurist eschatology)는 요한 계시록과 다니엘서에 나타난 본문을 문자적, 물리적, 종말론적, 그리고 전 세계적 문맥에 따라서 미래적 사건(future events)으로 보는 기독교 종말론이다.
다른 종말론학파들은 이런 본문들을 다르게 보는데 과거주의나 역사주의(Preterism, Historicism)학파들은 상징적이며 역사적인 문맥에 따라서 과거사건(past events)으로 해석하며 또는 이상주의학파(Idealism)들은 비문자적이며 영적 문맥에 따라서 현재적 사건(present-day events)으로 해석한다. 그러나 미래주의적 신앙은 전천년설주의와 세대주의와 밀접한 관게를 가지고 있다.

## 같이 보기
- 기독교 종말론
- 휴거
- 전천년설
- 후천년설
- 무천년설
- 실현된 종말론
- 철저한 종말론
- 시작된 종말론